# Бежта
Бежта - село, найбільший населений пункт Бежтинської муніципальної ділянки Цунтінського району Дагестана.

## Географія
Розташоване поблизу річки Хзанор (притока Аварського Койсу), за 170 км на північний захід від залізничної станції Буйнакськ (по новій федеральній дорозі, через Гімрінський тунель), за 274 км на північний захід від Махачкали. Висота над рівнем моря - 1500 м.

## Населення
Населення - 3502 чоловік.
Основне населення складають бежтинці - один з цезських (дідойських) народів.
Бежтинська мова входить до аваро-андо-цезську підгрупу нахсько-дагестанської групи північнокавказької мовної сім'ї.